# لوئیز کارلوس فرناندز
لوئیز کارلوس فرناندز (به پرتغالی: Luis Carlos Fernandes) مهاجم اهل برزیل است که در شهر Mogi Guaçu، ایالت سائوپائولو و در تاریخ ۲۵ ژوئیهٔ ۱۹۸۵ به دنیا آمده‌است.
لوئیز کارلوس فرناندز در تیم‌های فوتبال سانتوس سابقهٔ حضور دارد.